# 日本とモナコの関係

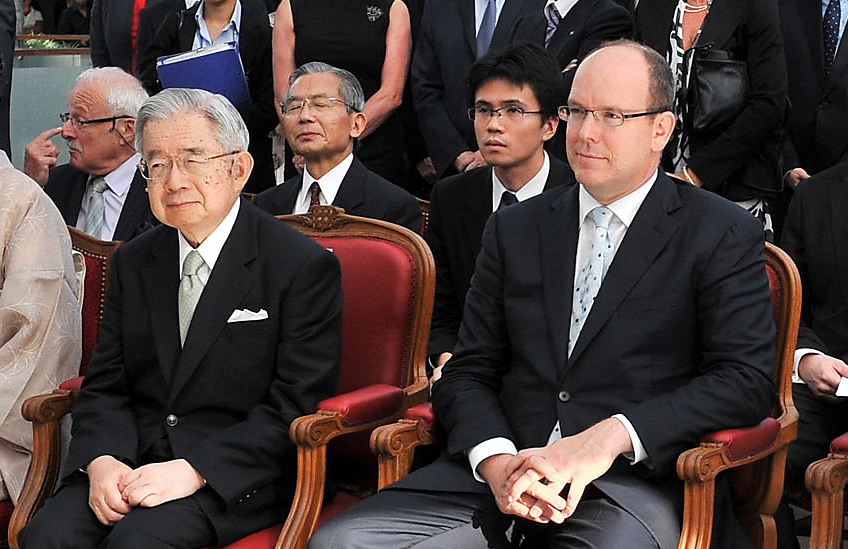
日本国の天皇（明仁）の弟である常陸宮正仁親王（左）とモナコ公国の大公であるアルベール二世（右）

日本とモナコの関係（フランス語: Relations entre le Japon et Monaco、英語: Japan–Monaco relations）では、日本国とモナコ公国の二国間関係について述べる。

## 歴史

### 国交締結前

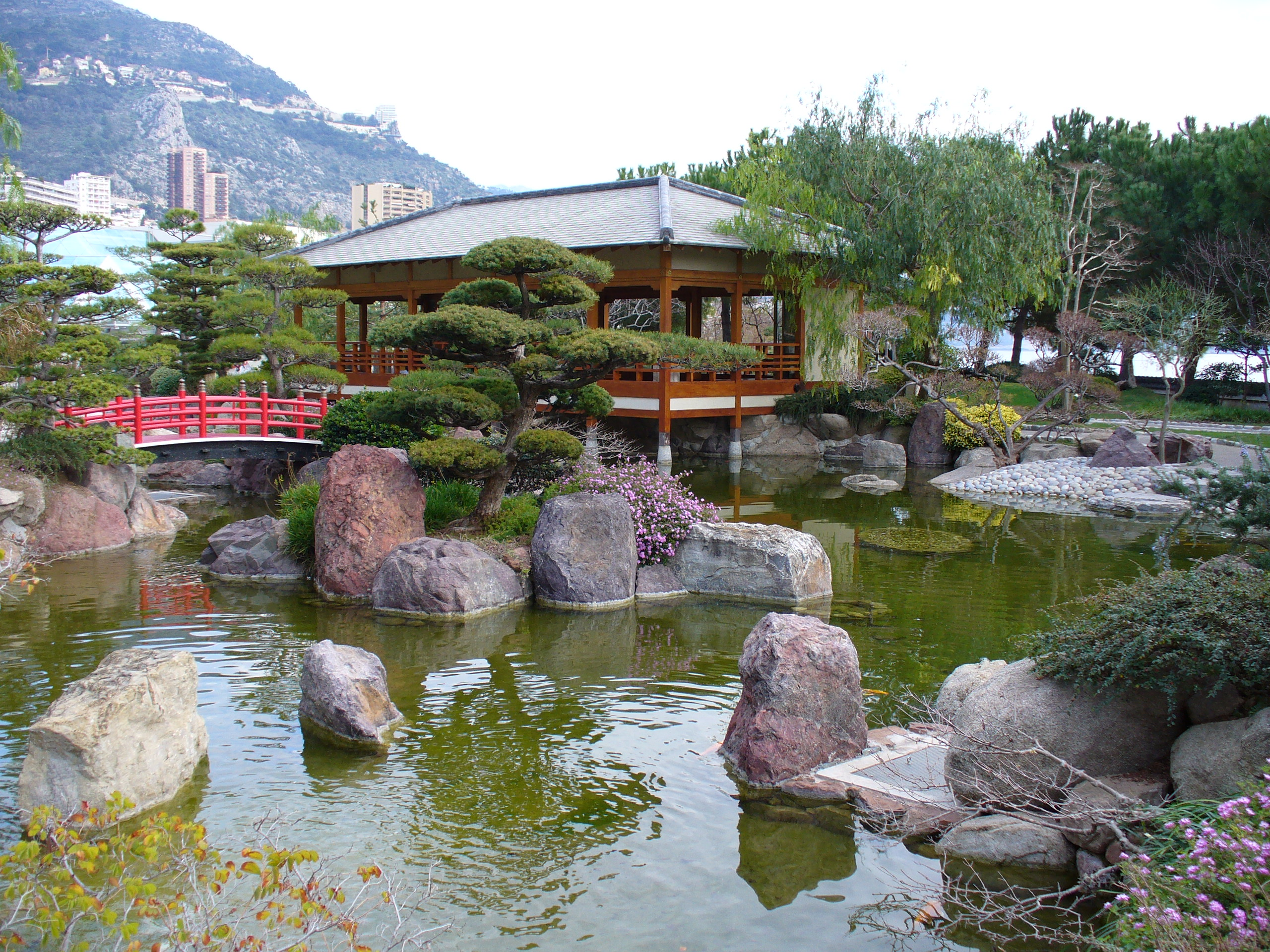
1994年に開園したモナコ日本庭園（モナコ市ラルヴォット区）

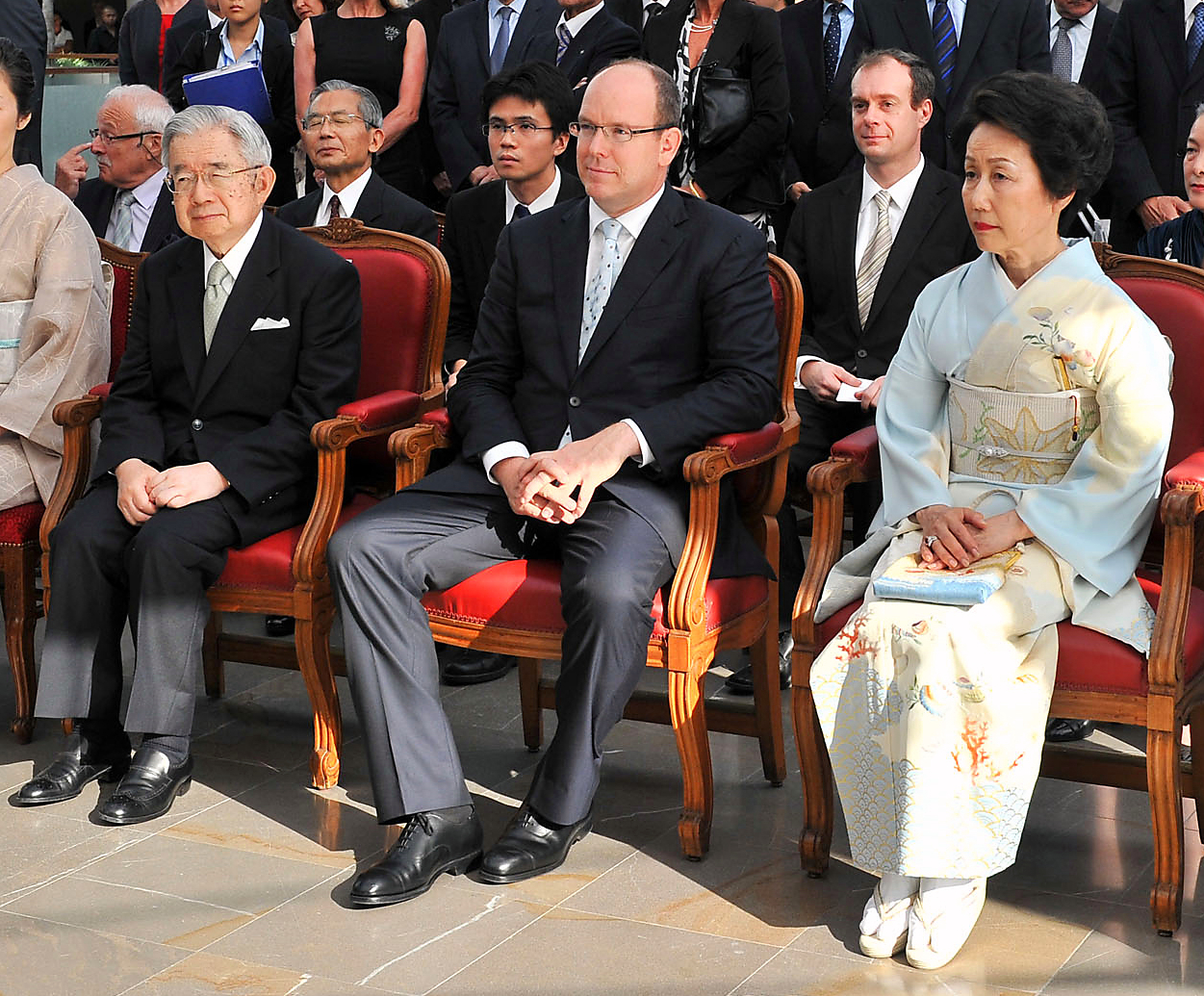
モナコを訪問した常陸宮正仁親王（左）、正仁親王妃華子（右）とアルベール二世公（中央）

日本とモナコは、長きにわたって友好関係を維持しているにもかかわらず、2000年代に入るまで国交が結ばれていなかったという、異例の二国間関係である。
国交が結ばれなかった要因としては、フランスとモナコが結んでいた仏モ保護友好条約が挙げられる。1918年に締結された仏モ保護友好条約によれば、モナコが他国と外交関係を結ぶ際には、フランスの事前同意が必要とされていた。この条約などにより、モナコはフランスの保護下に置かれており、国家主権に制限が課せられた状態であると看做されていた。このような背景から、日本はモナコと正式な国交を結ばない状態が長らく続いていた。
ただ、国交は結ばれていなかったものの、特に両国が対立していたわけではなく、長きにわたって友好関係が維持されていた。ともに立憲君主制の国家であり、日本の皇室とモナコの公室との親交も深かった。国交の有無にかかわらず、要人の往来なども頻繁に行われてきた。たとえば、日本の皇族である常陸宮正仁親王と正仁親王妃華子は、レーニエ三世公の葬儀に参列するなど、複数回にわたってモナコを訪問していた。また、モナコの公族であるアルベール公世子は、日本で開催された長野オリンピックに出席するなど、複数回にわたって日本を訪問していた。

### 国交交渉開始後
2005年になると、仏モ保護友好条約に代わって、新たに仏モ友好協力条約が発効された。それにともない、モナコが外交関係を結ぶ際にフランスの事前同意が不要となり、モナコが独自に外交を展開できるようになった。これを受け、日本とモナコとの間で国交を結ぶ機運が高まった。2006年、安倍政権とプルースト政権の下で、日本とモナコは国交を結ぶことになった。
国交開設により、モナコでは日本駐箚特命全権大使が任命されたが、日本には赴任せず、通常は本国に駐留している。在日本大使館は日本国内には未だ開設されていないが、国交開設以前より在東京名誉総領事館が設置されていた。なお、モナコが在東京名誉総領事に三菱商事社長の小林健を任命したことから、モナコの在東京名誉総領事館は東京都千代田区の三菱商事ビルディングに設置されている。また、日本でもモナコ駐箚特命全権大使が任命されることになったが、フランス駐箚特命全権大使が兼轄することになっている。そのため、在モナコ大使館は置かれておらず、在フランス大使館が兼轄している。なお、2006年時点で、日本が国家承認していた国々のうち、国交を結んでいなかった国はモナコのみであった。
2007年4月、アルベール二世公が日本を訪問した。国交開設後のモナコの国家元首としての訪問は、これが初めてとなった。また、同年7月には、外務大臣政務官の馬場みどりがモナコを訪問した。国交開設後の日本の政府高官としての訪問は、これが初めてとなった。

## 経済・通商
モナコから日本への輸出規模は、2013年時点で年間3億円に達している。そのうち7割以上をエッセンシャルオイル・化粧品類が占めており、重要な輸出産品として位置づけられている。そのほか主要な品目としては科学光学機器が1割ほどを占めており、以下、通信機器、果実、衣類・同付属品などが続いている。一方、日本からモナコへの輸出規模は、同じく2013年時点で年間およそ1億円となっている。最も多い品目は繊維品であるが、これは全体の2パーセントにも満たない。そのほか主要な品目としては楽器があるがこれも2パーセントに満たず、以下、プラスチック製品、二輪自動車、金属製品、……、といった極めて多種多様な品目が少量ずつ続いている。

## 相互理解・交流

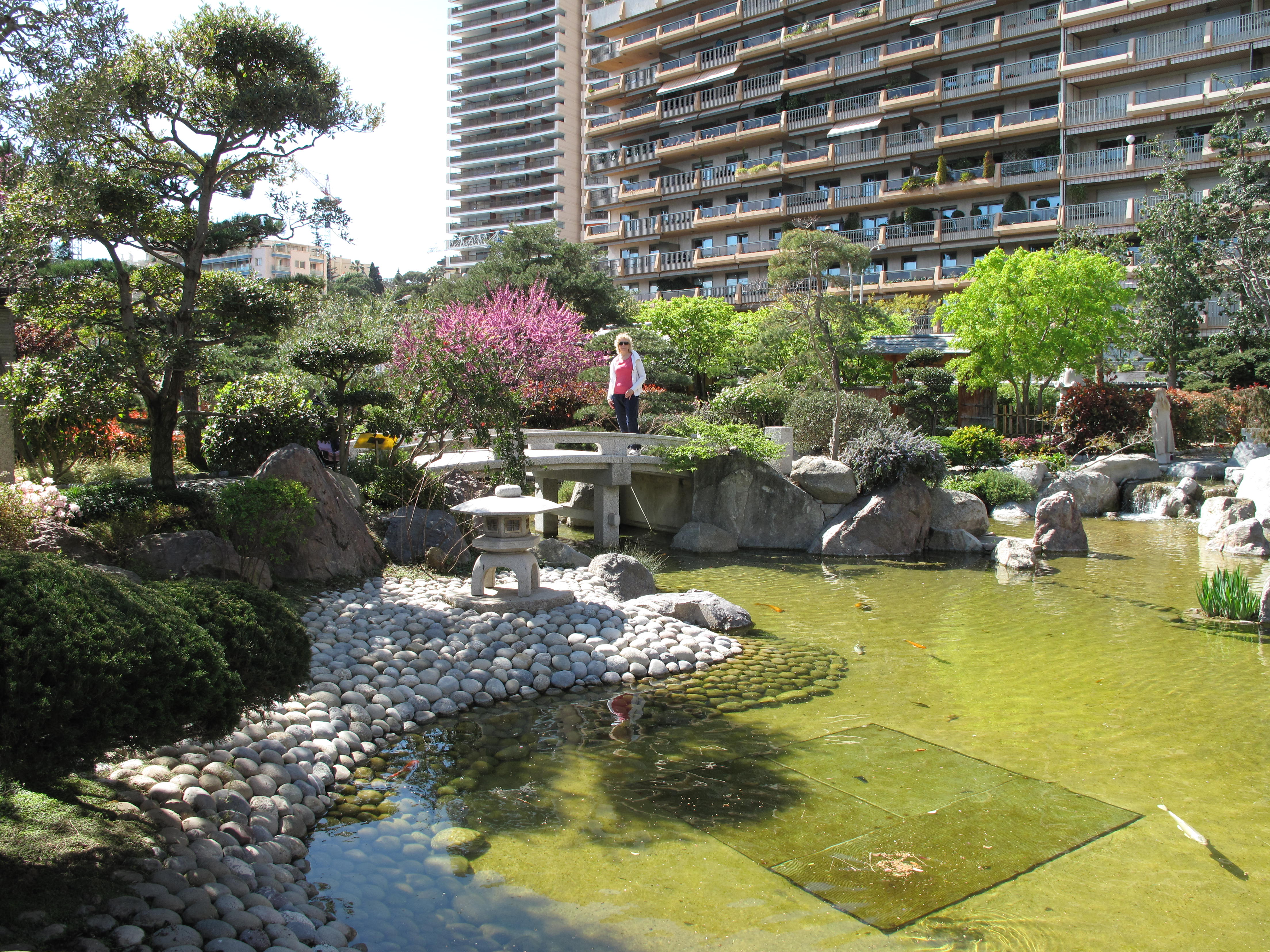
モナコ日本庭園と散策する入園者（モナコ市ラルヴォット区）

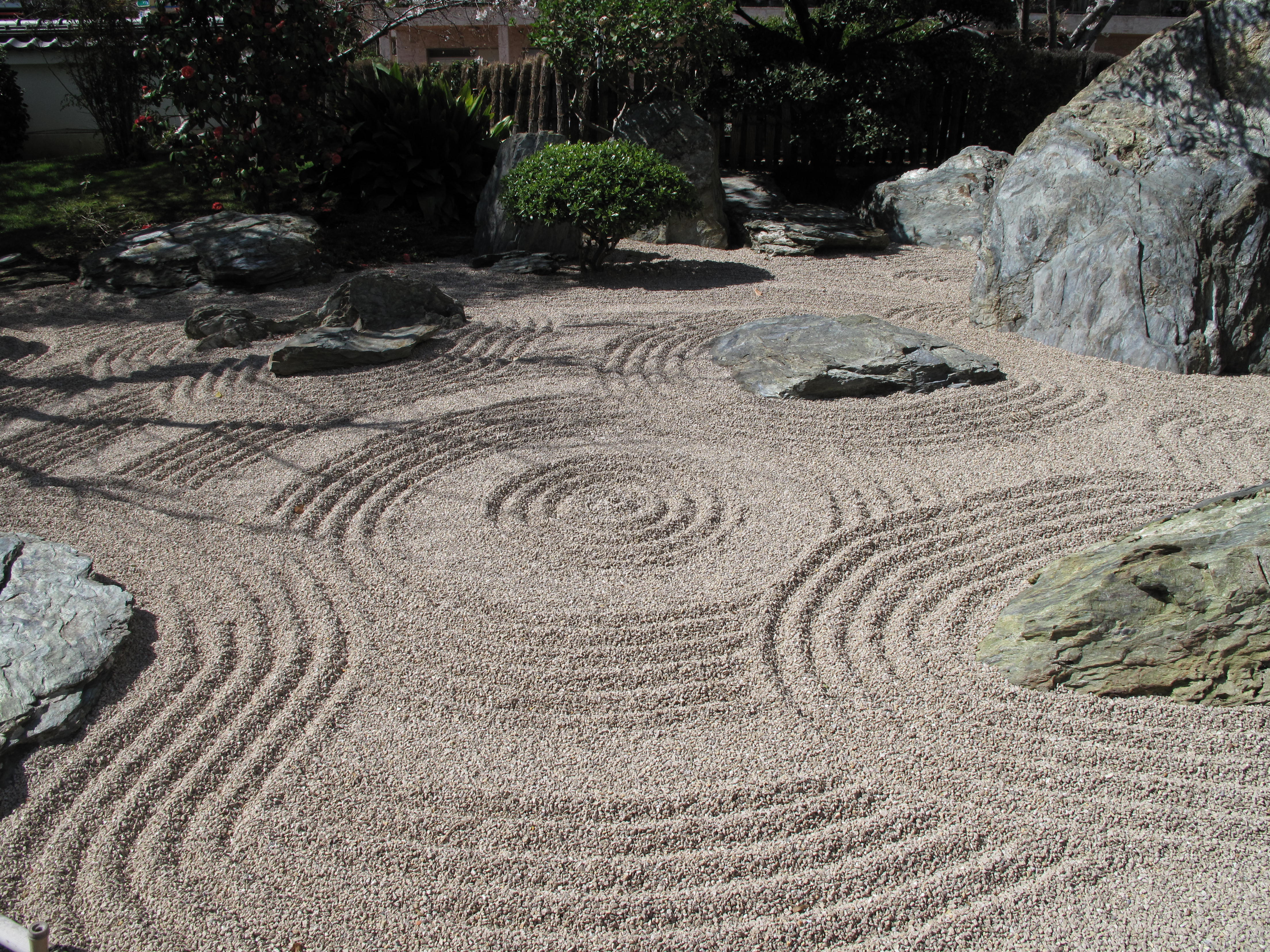
モナコ日本庭園の石庭（モナコ市ラルヴォット区）

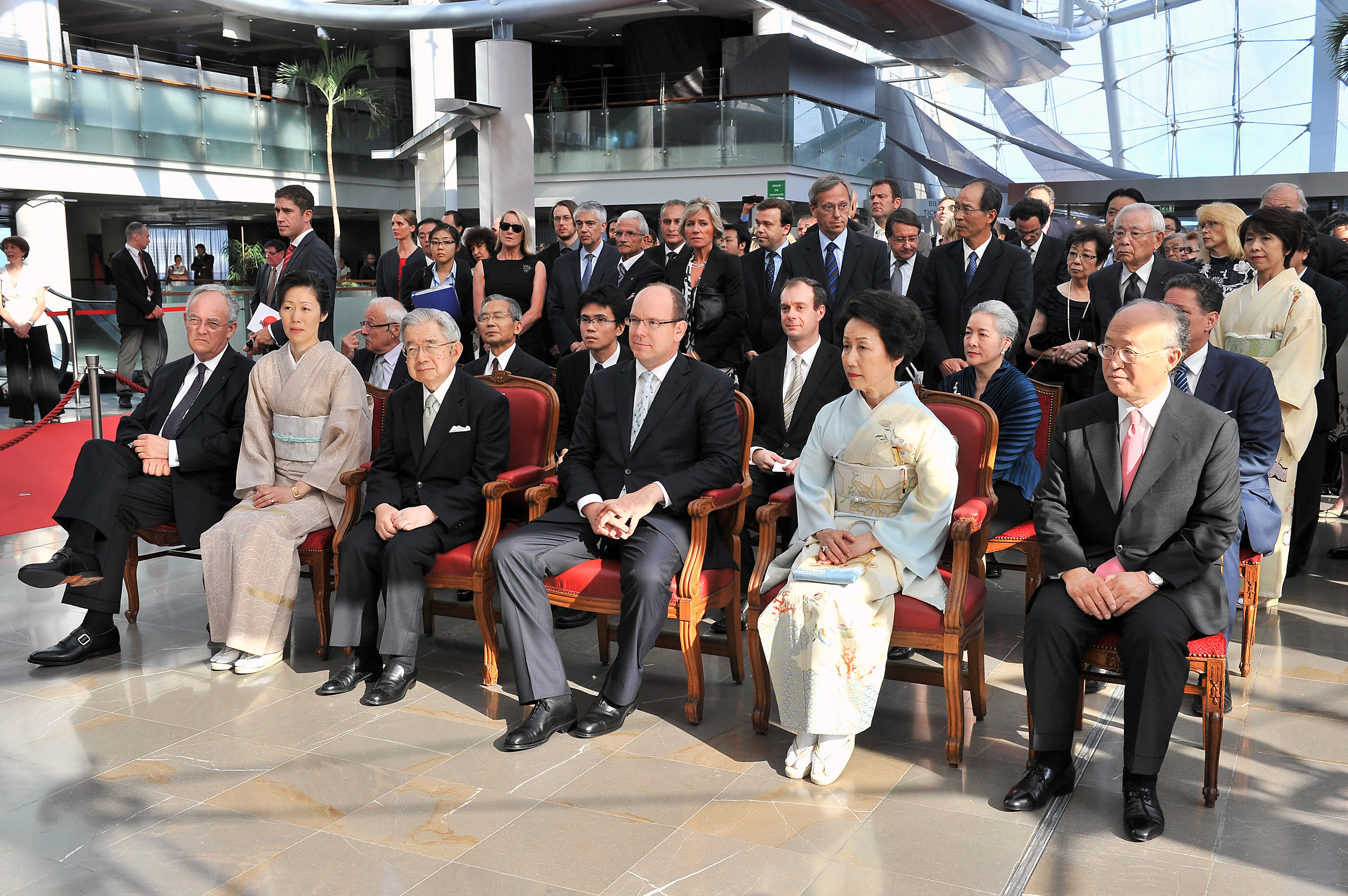
2010年7月13日、「京都・東京――サムライからマンガまで」開会式に出席したアルベール二世公、常陸宮正仁親王、正仁親王妃華子、国際原子力機関事務局長天野之弥ら要人たち

モナコ国民にとって身近な日本文化としては、特に日本庭園が挙げられる。モナコには本格的な日本庭園として「モナコ日本庭園」が開設されており、国民に広く親しまれている。これは、モナコ公室のグレース公妃が日本文化に強い関心を持っており、モナコに日本庭園を造園したいと希望していたためである。その希望が叶わぬままグレース公妃は自動車事故で亡くなったが、レーニエ三世公は公妃を偲んで庭園の造営に着手した。日本の職人数名にモナコの現地スタッフ50名が加わり、4年がかりの工事を経て1994年に開園した。造園には7億円近い巨費が投じられ、茶室、石庭、滝なども備えた池泉廻遊式の庭園となった。なお、ヨーロッパに本格的な日本庭園が造られたのは、史上初めてである。モナコの領土はわずか2平方キロメートル程度であるが、そのうちモナコ日本庭園には8000平方メートルが割り当てられている。この広大な庭園は、ヨーロッパ最大級の日本庭園とされる。
一方、近年のモナコにおいては、日本の伝統的な文化にとどまらず、サブカルチャーなどさまざまな分野にも関心が向けられている。2010年にはグリマルディ・フォーラムで「京都・東京――サムライからマンガまで」と題した日本展が開催され、日本の歴史から漫画などサブカルチャーに至るまでさまざまな日本文化が大々的に紹介された。開会式にはモナコの国家元首であるアルベール二世公の臨席を仰ぐとともに、日本からも常陸宮正仁親王や正仁親王妃華子など皇族らが列席した。
また、2011年3月11日、東北地方太平洋沖地震により東日本大震災が引き起こされると、モナコからも日本に対する支援が行われた。フランスが民間防衛部隊の派遣を決定すると、その部隊にモナコ国民も加わり、被災地での救援活動に共同で従事した。また、モナコ国内では国民から見舞の書簡などが届くとともに、モナコ・日本協会などを中心に多数のチャリティー活動が行われ、多額の義捐金が日本に贈られている。

## 両国の比較
|            | 日本国                             | モナコ公国                     |
| ---------- | ---------------------------------- | ------------------------------ |
| 国家元首   | 徳仁（天皇）（外交慣例上）         | アルベール二世（公）           |
| 政体       | 立憲君主制国家                     | 立憲君主制国家                 |
| 人口       | 1億2733万人（2013年）              | 3万人（2013年）                |
| 面積       | 37万8000平方キロメートル（2013年） | 2.02平方キロメートル（2013年） |
| 首都       | 東京（事実上）                     | モナコ市                       |
| 公用語     | 指定なし（事実上、日本語を用いる） | フランス語                     |
| 国内総生産 | 4兆9015億3000万ドル（2011年）      | 60億7500万ドル（2011年）       |

## モナコ国内の日本人
モナコ国内に在留する日本人は、2014年時点で182名である。

### 註釈
1. ↑  日本は朝鮮民主主義人民共和国などとも国交を結んでいないが、これらはいずれも日本が国家承認していない国々である。2006年時点で、日本が国家承認していたにもかかわらず国交を結んでいなかったのは、モナコだけであった。
2. ↑  モナコの国土面積の約0.4パーセントに該当する。
3. ↑  日本国憲法には国家元首についての明文規定はないものの、外交慣例上は天皇が日本の国家元首として扱われる。
4. ↑  日本で地図の教科書を出版している帝国書院の『帝国書院 ｜ 世界各国のすがた　モナコ公国』によれば、2011年の国内総生産は「6,075百ドル」とされている。しかし、世界銀行の『GDP (current US$) | Data | Table』ではアメリカ合衆国ドル換算で「6,074,884,389」としているため、おそらく「6,075百万ドル」の誤りと考えられる。